# Way Kerap
Way Kerap is een bestuurslaag in het regentschap Tanggamus van de provincie Lampung, Indonesië. Way Kerap telt 1614 inwoners (volkstelling 2010).